# Антикодон
Антикодон је триплет нуклеотида тРНК који је комплементаран кодону иРНК.

## Карактеристике
За сваки од кодона иРНК, осим тзв. стоп кодона, постоји одговарајући, комплементаран антикодон тРНК. Пошто се кодони иРНК преписују са ДНК по принципу комплементарности и комплементарни су антикодонима, произлази да антикодони садрже исти редослед база као одговарајући триплет ДНК, само што уместо тимина имају урацил. Укупан број антикодона износи 61. Приликом транслације антикодон тРНК се везује водоничним везама за комплементаран кодон иРНК.

## Интеракција кодон-антикодон
Интеракција кодон-антикодон је спаривање комплементарних база иРНК и тРНК, које омогућава да се у полипептидни ланац угради тачно одређена аминокиселина. Спаривање база у ДНК или у РНК се врши по строго утврђеним правилима: аденин се увек у ДНК спарује са тимином (А-Т), односно, са урацилом (А-У) (ако се ради о РНК), док се гуанин спарује са цитозином (Г-Ц).
Кодон и антикодон се спарују антипаралелно што значи да се наспрам 5' краја кодона поставља 3' крај антикодона и обрнуто. Другачије речено, прва база (са 5' краја) антикодона, спарује се са трећом базом (на 3' крају) кодона.

### Хипотеза Френсиса Крика
При међудејству кодон-антикодон не важе тако строга правила, према чему је Френсис Крик поставио хипотезу о колебљивости интеракције кодон-антикодон. Према тој хипотези прва два нуклеотида у кодону се увек спарују по строгим правилима комплементарности (А-У; Г-Ц), док на месту трећег нуклеотида може доћи до одступања (колебања), тако да се гуанин, поред уобичајеног спаривања са цитозином, може спаривати и са урацилом (Г-У). Такође, урацил на трећој позицији у кодону може да се спарује како са аденином, тако и са гуанином.
Хипотеза је у вези са изрођеношћу (дегенеративношћу) генетичког кода, по којој једну аминокиселину најчешће одређује већи број кодона који се најчешће разликују управо по трећој бази. Експериментално је утврђнео да једна иста тРНК може да препозна већи број различитих кодона, као и да се тРНК са различитим антикодонима могу везивати за исти кодон. Према приложеној табели се види да је 61 кодон одређен са нешто више од 30 антикодона. Тај трећи, најчешће изрођен нуклеотид у кодону је истовремено и колебљив. Како за трећу базу кодона важи особина колебљивости, тако то исто важи за прву базу антикодона (због антипаралелности). Биолошки значај ове појаве је заштита од мутација.